# Бонадуц
Бонадуц (нім. Bonaduz) — громада  в Швейцарії в кантоні Граубюнден, регіон Імбоден.

## Географія
Громада розташована на відстані близько 150 км на схід від Берна, 11 км на захід від Кура.
Бонадуц має площу 14,4 км², з яких на 7,8% дозволяється будівництво (житлове та будівництво доріг), 24,3% використовуються в сільськогосподарських цілях, 62% зайнято лісами, 5,9% не є продуктивними (річки, льодовики або гори).

## Демографія
2019 року в громаді мешкало 3467 осіб (+26,6% порівняно з 2010 роком), іноземців було 13,8%. Густота населення становила 241 осіб/км².
За віковим діапазоном населення розподілялося таким чином: 21,4% — особи молодші 20 років, 62,9% — особи у віці 20—64 років, 15,7% — особи у віці 65 років та старші. Було 1486 помешкань (у середньому 2,3 особи в помешканні).
Із загальної кількості 1538 працюючих 68 було зайнятих в первинному секторі, 876 — в обробній промисловості, 594 — в галузі послуг.